# Madla z cihelny (divadelní hra)
Madla z cihelny je divadelní hra české spisovatelky Olgy Scheinpflugové.

## Děj
Příběh vypráví o bezdětném vdovci baronu Dolanském, stárnoucím majiteli panství, který by rád oženil svého synovce Maxe se zdravou venkovskou dívkou, aby byla zachována čistota rodu (zajímá se totiž o eugeniku). Na zámek přivede chudé prosté venkovské děvče Madlu, dceru vdovy Lískové. Ta postupem času okouzlí nejen synovce, ale i barona. Madla z "vaření, uklízení, dojení, plácání hlíny" se učí "rytmiku, plování, češtinu, francouzštinu, jízdu na koni". Stane se z ní dáma Madeleine. Souboj obou feudálních mužů o lásku půvabné dívky nakonec končí upřednostněním mládí.

### Filmová adaptace
- Madla z cihelny – československá komedie režiséra Vladimíra Slavínského z roku 1933.